# Silkeborg (plaats)

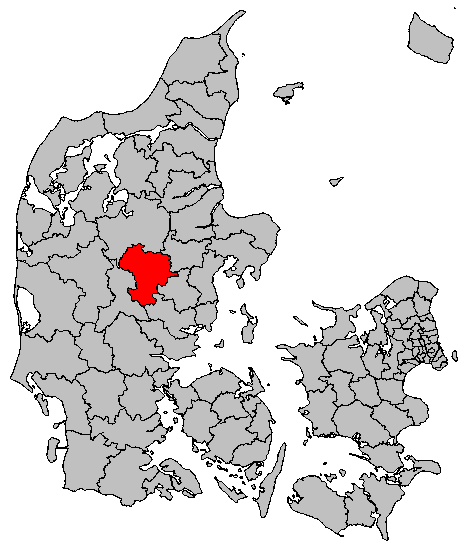
Gemeente Silkeborg - Oost-Jutland

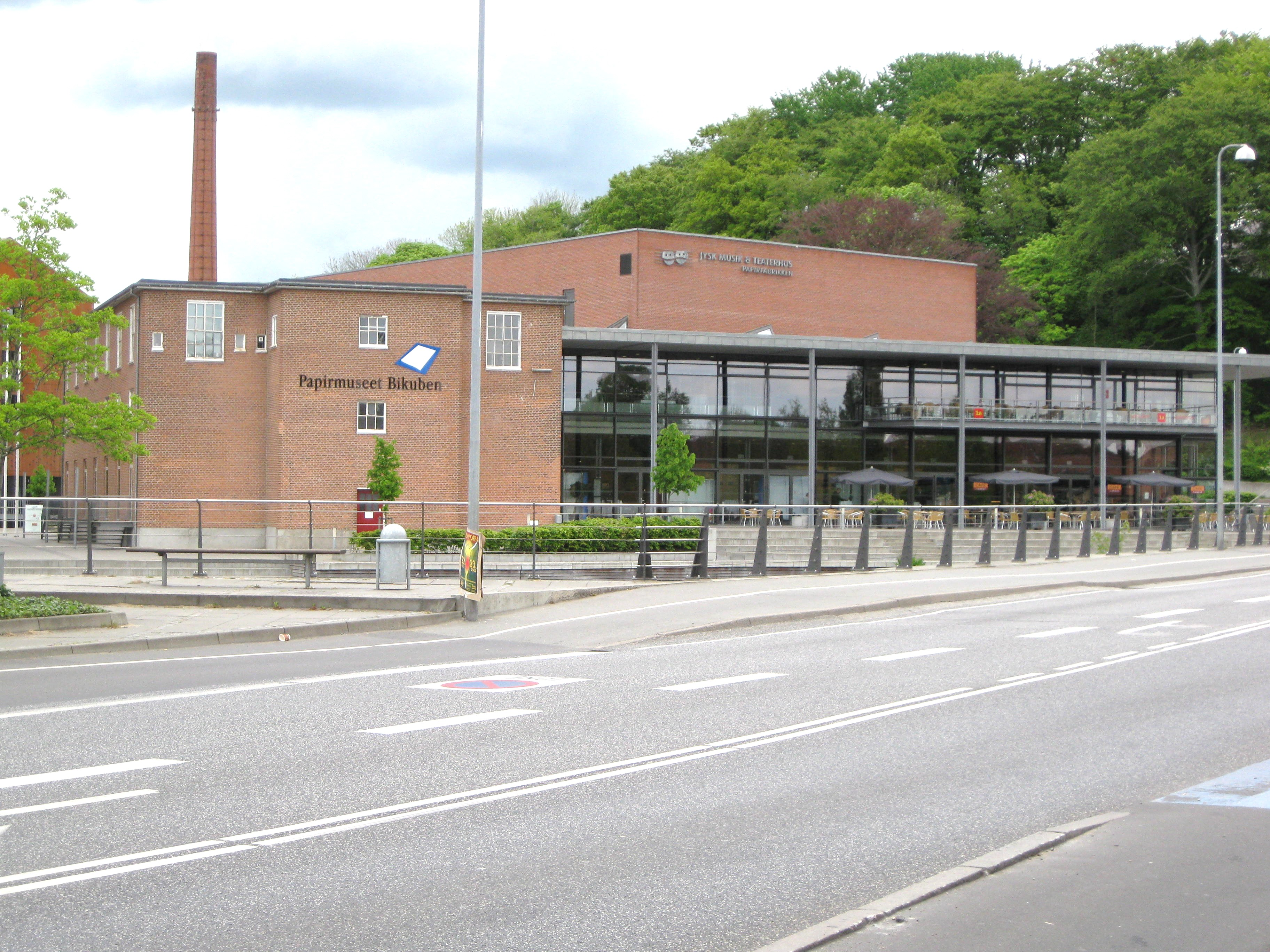
Papierfabriek

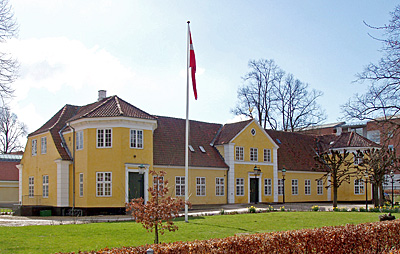
Silkeborg Hovedgård

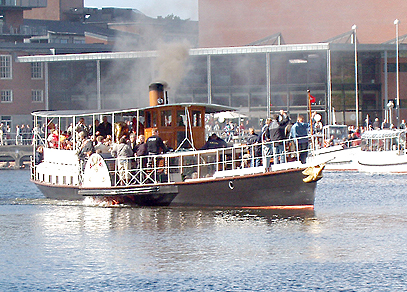
Hjejlen viert in 2011 haar 150e verjaardag

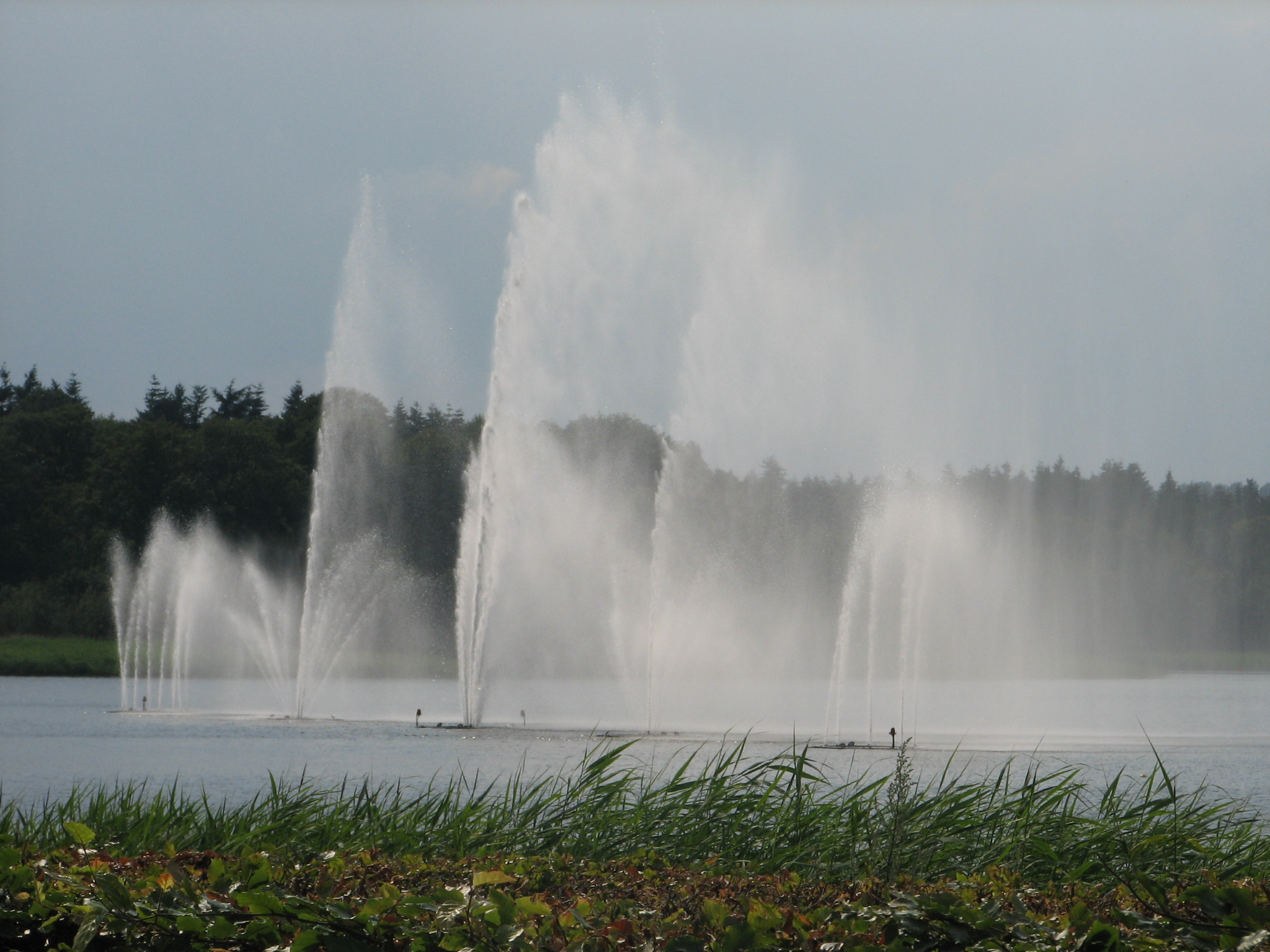
Meertje in het centrum van Silkeborg

Silkeborg is een stad in de Deense regio Midden-Jutland die deel uitmaakt van de gelijknamige gemeente Silkeborg. Silkeborg was tot 2007 een gemeente in de provincie Århus op Jutland. De oppervlakte bedroeg toen 255,28 km² en de gemeente telde 55.080 inwoners. Op 1 januari 2010 telde de plaats 42.396 en de gemeente 88.481 inwoners. Silkeborg heeft een treinstation op het traject tussen Skanderborg en Herning. Het is echter meer bekend als een "auto-stad' vanwege de vele autodealers in de buurt van "Route 15", die loopt door het noordelijke deel van de stad.

## Geschiedenis

### 1385 - 1844 Voorgeschiedenis
De voorgeschiedenis van Silkeborg begint bij de bouw van het Slot Silkeborg. Een aantal boerderijen in die omgeving kwamen onder de heerschappij van het kasteel te staan. Langzaam groeide de omgeving uit tot een plaats van betekenis.

#### 1385-1532Slot Silkeborg
In 1385 werd begonnen met de bouw van het Slot Silkeborg. Het kleine kasteel werd op een vlakke landtong gebouwd, die werd afgesneden van het vasteland doordat er een gracht met een breedte van 6-7 meter en een diepte van bijna een meter omheen werd gegraven. Het nieuw gevormde eilandje met tien zijden had echter een diameter van maar 13 meter. De toren werd vier jaar later gebouwd. De bouw van particuliere kastelen werd zeven jaar later verboden door Koningin Margrethe I door een verordening uit 1396. Het kleine kasteel is daarom een van de allerlaatste van dit type.
Bij afgravingen vond men vijf goed bewaarde eiken palen. Met het dateren van jaarringen in deze palen kreeg Slot Silkeborg zijn "geboortecertificaat", 1385. Uit geschreven bronnen blijkt bovendien de naam van de oprichter van Silkeborg, de edelman Erik Mouse.

#### 1532-1844 Silkeborg in oorlog en vrede
In 1532 vielen Silkeborg en het Slot Silkeborg in handen van het bisdom Aarhus. Reeds vier jaar later, bij de "Grote Reformatie", werden alle bezittingen echter aan de troon toegevoegd. Tot 1662 werd het Graafschap Silkeborg beheerd vanuit Slot Silkeborg waar de vazal van het koningshuis woonde. Dit graafschap werd vervangen door Provincie Silkeborg totdat het in 1793 verheven werd tot gemeente Silkeborg. Het oudste gebouw van de stad, Silkeborg Hovedgård, stamt uit 1767 en herbergt vandaag de dag het historische museum. Ook het kasteeleiland (Silkeborg Langsø) maakt deel uit van het museum. Hier zijn resten gevonden van Slot Silkeborg.
In de zestiende en zeventiende eeuw nam het koningshuis vaak deel aan de jacht. De bosrijke omgeving maakte jagen zeer aantrekkelijk. De Zweden voerden echter vaak oorlog met de Denen, waardoor het Slot Silkeborg een aantal malen bezet werd door Zweedse troepen.(1627-29 / 1644-45 / 1657-60) Deze bezetter sloopte het grote stenen huis dat deel was van het kasteel en ook het kasteel zelf werd zwaar beschadigd. Veel waardevolle zaken, zoals deuren, ramen en huisraad, werden gestolen.

### 1844 tot 1900 Van papierfabriek tot industriestad
Silkeborgs nieuwere geschiedenis begint rond 1844, toen Michael Drewsen toestemming kreeg om een papiermolen aan de Gudenå (Godsrivier) te bouwen. De komst van de spoorwegen in 1871 bespoedigde de ontwikkeling van de stad en er werden rechte straten met rechte hoeken aangelegd. Dit leidde ertoe dat Silkeborg op 1 januari 1900 tot gemeente werd verheven.
Van 1844 tot 55 hoorde de parochie bij de aangrenzende landelijke gemeente Linå. In 1846 kreeg de plaats de status van vlek. In 1855 werd Silkeborg een zelfstandige gemeente in de provincie Skanderborg. Op 1 januari 1900 kreeg Silkeborg stadsrechten en werd afgesplitst van Skanderborg. Na de herindelingen van 2007 werden 3 gemeentes samen met Silkeborg tot een nieuwe gemeente gevormd. De vroegere gemeenten zijn: Silkeborg, Gjern, Kjellerup en Them.

#### 1844-1859 Nieuwbouwgebied
Silkeborg werd uitgekozen om de afstand tussen Aarhus, Vejle, Ribe, Esbjerg en andere grotere steden in Jutland te verkleinen. Bij het koningshuis werden plannen ingediend en goedgekeurd. Vanwege de komst van de papierfabriek in 1845 verhuisden veel jonge families naar Silkeborg om er een nieuw leven op te bouwen. De nieuwbouwplannen kwamen hierbij op het juiste ogenblik. In 1858 bestond de bevolking uit een grote arbeidersklasse, de middenklasse en een zeer kleine groep die tot de adel behoorde.
- 1854: Silkeborg krijgt een eigen rechter.
- Op 13 juni 1855 werd er voor het eerste een gemeentelijke verkiezing gehouden. Rechter V. Drechsel werd de eerste burgemeester en het gemeenteraad bestond uit zes leden waaronder de eigenaar van de Papierfabriek: Michael Drewsen.
- In 1857 werd het stadhuis gebouwd. Ook een tijdelijk ziekenhuis werd in gebruik genomen. In 1959 werd een permanent ziekenhuis gebouwd. In 1964 verhuisde het naar een nieuw onderkomen.
- Het aantal inwoners steeg in de jaren 1850, 1855 en 1860 van 462 naar respectievelijk 1163 en 1713.

#### 1860-1879 Zware tijden
De bevolkingsgroei in Silkeborg stagneerde bijna in de jaren 1860 en 1870 na de hectische eerste 15 jaar als handelsplaats. Velen waren arm en de gemeentebudgetten konden die last niet meer dragen. In de gehele gemeenschap leefde de noodzaak om hier iets aan te doen, maar pas in 1869 gebeurde er ook daadwerkelijk wat. Dames van adel organiseerden bijvoorbeeld regelmatig een bazaar en nodigden arme kinderen uit om een maaltijd te nuttigen die bestond uit gevarieerde en gezonde kost. Ook Silkeborg Fattiggård (Armenboerderij Silkeborg) werd opgericht, waar arme inwoners zelf hun voedsel konden verdienen. De kosten werden gedekt door donaties en vrijwillige werkers.
Werkgelegenheid
De meeste inwoners waren ter plaatse werkzaam als handwerkers en konden op deze manier in hun behoeften voorzien. Later konden zij ook loonarbeiders in dienst nemen. Reeds in 1863 was er een handwerkersvakbond voor loonarbeiders en werkgevers. (In de jaren 1890-99 zouden meerdere vakbonden het licht zien.) Ook werd een leslokaal ingericht om jongeren in bepaalde vakken op te leiden. Dit werd de voorloper van de Technische School.
Spoorwegen
Tot 1870 gebeurde het transport van goederen meestal per stoomschip, maar met de komst van de spoorwegen veranderde dit. Koopman Robert Jones verzocht in 1862 de gemeente om toestemming voor de aanleg van een stoomschiproute tussen Silkeborg en Århus. Deze had reeds in 1863 in dienst genomen moeten worden. Het bleef echter bij plannen. De wens om een stoomschiproute via de rivier de Gudenå te verwezenlijken bleef bestaan tot ver in 1867, maar toen vond men dit initiatief niet meer rendabel. De toekomst van het transport lag niet via de Gudenå.
De toekomst van het verkeer lag bij het spoor. Op 24 april 1868 werd besloten dat er vanuit Skanderborg een aftakking naar Silkeborg zou moeten komen. Het werk begon en geheel naar wens werd het station aan de westkant van de rivier gebouwd. Hiervoor moest wel een brug gebouwd worden. Het voordeel was echter dat men de treinverbinding kon doortrekken naar Herning. Op 2 mei 1871 werd de spoorlijn officieel in dienst genomen. Er werd begonnen met twee retourreizen per dag. Voor het goederentransport werd een zijlijn naar de papierfabriek gemaakt. In 1877 was ook de lijn naar Herning klaar voor gebruik. In 1908 werd het spoor uitgebreid met een lijn naar Langå
Silkeborg Kirke
In 1851 werd in Silkeborg een begraafplaats aangelegd, en in 1857 werd een pastorie gebouwd. De kerkdiensten werden gehouden in de kapel van Silkeborg Hovedgård, terwijl er ook bijeenkomsten van de Indre Mission waren in woonhuizen. Een kerk kwam echter pas in 1877 tot stand. De kerk van Silkeborg werd gebouwd in de kleine boomgaard aan de oostelijke zijde van het dorpsplein en de inhuldiging door bisschop Brammer uit Aarhus vond plaats op 4 november 1877. Silkeborg had nu een eigen kerk. Het centrale plein was voltooid met het stadhuis in het westen, de kerk in het oosten en gebouwen van particulieren aan de noordelijke en zuidelijke zijden.
Lokale krant
"Silkeborg Avis" werd voor het eerst uitgegeven in mei 1957. Het was een kleine lokale krant.
Statistiek
De regering lanceerde in 1871 en 1872 twee grote onderzoeken van de Deense industrie en ambachten. Het doel was om het aantal ambachten, bedrijven en werknemers in kaart te brengen. Vanaf dat ogenblik is men dit jaarlijks blijven doen.

#### 1880-1899 Vooruitgang en verandering
In de laatste twee decennia van de negentiende eeuw veranderde de economische situatie sterk. Nieuwe initiatieven, technologieën en mogelijkheden werden in het voordeel van de stad aangewend. Ook het bevolkingsaantal nam enorm toe. In 20 jaar tijd was de bevolking meer dan verdubbeld.
De houtverwerkende industrie won in 1880 terrein. De krant "Silkeborg Avis" plaatste geregeld vacatures in haar krant, waarmee men nieuwe werknemers naar Silkeborg wilde lokken. Op 13 augustus 1884 schrijft de krant het volgende over 'ontwikkeling in de afgelopen twee decennia':

"Een ieder die in de afgelopen jaren naar onze stad is gekomen, zal verbaasd zijn over hoe onze stad in alle richtingen is veranderd. Niet alleen is het aantal gebouwen aanzienlijk vermeerderd, maar ook het uiterlijk daarvan is vernieuwd. We kunnen nu met waarheid zeggen dat Silkeborg bezig is de mooiste stad van Jylland te worden, als het niet de mooiste van het gehele land (Denemarken) is. Een prachtige kerk werd gebouwd, het plein is geplaveid, de lelijke gaten hier en daar die tussen de huizen bestond, werden gevuld met nieuwe en elegante gebouwen, een mooie mortuarium werd in gebruik genomen, een nieuw schoolgebouw werd gebouwd, etc. etc. en alles wijst erop dat de stad in volle vaart aan de toekomst werkt ... "

Een nieuwe fabriek, Okkerfabrikken (ook wel "Okkerhuset" genaamd), werd in 1879 geopend om de pigmenten uit de bodem te halen. Dit pigment werd gebruikt om verf te kleuren. Later nam Silkeborgs Farvefabrik deze werkzaamheden over, wat nog duurde tot 1929.
Twee brouwerijen begonnen met hun productie en ook de textielindustrie begon zich prominent te etaleren op de lokale handelsmarkt. In 1882 opende Silkeborg Bank, de eerste bank van de stad, haar deuren.
Skoletorv (Schoolplein)
Hoewel de groei stagneerde in de tweede helft van dit decennium, gingen de bouwactiviteiten door voor de inwoners van Silkeborg.
Het meest zichtbare was Skoletorv (het Schoolplein). Reeds in 1881 werd het eerste schoolgebouw voor Realskolen gebouwd. In 1886 werden twee andere schoolgebouwen door Theodora Lang en Kr. Johansen toegevoegd. De handwerkersvereniging stond achter de bouw van de Technische School in 1888 en 1889. Hiermee was het Schoolplein een realiteit.
Naast het Schoolplein werden meerdere scholen aan de schoolstraat gebouwd. Vinthers Seminarium bouwde in 1894 een heus scholencomplex en De Praktijkschool bouwde twee jaar later een dependance ernaast. De handwerkersvereniging verving in 1896 haar oude gebouw op het Schoolplein door een nieuw.
IJzergieterij en Machinefabriek Silkeborg
In 1853 begon een handwerker een klein machinebedrijfje. In 1889 stierf de eigenaar en nam zijn familie het bedrijfje over, inclusief de vijftien loonwerkers die hij in dienst had. In de laatste tien jaar groeide het bedrijfje uit; het aantal medewerkers steeg van vijftien naar zestig. Naast de productie van landbouwmachines werd in 1897 ook begonnen met het produceren van machines voor zuivelfabrieken.
Ook andere fabrieken werden gebouwd, zoals de garenfabriek. De papierfabriek werd gemoderniseerd en papier van fijnere kwaliteit rolde nu van de band.
Silkeborg Afholdsforening
Dronkenschap was zowel een sociaal als een individueel probleem voor het individu en zijn familie. Dit werd het dagelijkse onderwerp van gesprek in Silkeborg. Het was ook onverenigbaar met de industriële productie, waar met machines werd gewerkt en punctualiteit een vereiste was. Een dronken werknemer had een negatieve invloed op de productie en werd als een bedreiging voor zijn gezin beschouwd. Er werd streng tegen opgetreden. Daar velen een woning van de fabriekseigenaar huurden, werd iemand meteen op straat gezet als hij ontslagen werd. De gemeente zag al snel in dat er voorzieningen getroffen moesten worden om de kosten van het armenbudget te kunnen blijven dragen. Zo werd al in 1880 Silkeborg Afholdsforening (Geheelonthoudersvereniging Silkeborg) opgericht. De kranten Avis Silkeborg en Silkeborg Folkeblad gaven veel positieve publiciteit aan deze beweging. Ook de voormannen en het bestuur van de verschillende bedrijven namen regelmatig deel aan deze bijeenkomsten. Tegen 1900 waren ruim 450 personen lid van deze vereniging. Inmiddels waren er nog eens twee geheelonthoudersverenigingen opgericht.
Vrijetijdsbesteding
In de laatste tien jaar van de negentiende eeuw begon men allerlei verenigingen in verschillende takken van sport, zoals fietsen, roeien, voetbal en cricket. Gymnastiek was al sinds 1880 een sport waarin geëxperimenteerd werd. Veel vrije tijd had men echter niet. Een gemiddelde werkweek bestond uit 78 uren, oftewel 12 uren per dag van maandag tot zaterdag.
Handelsplaats of Handelsstad
De discussie of men nu van handelsplaats moest overgaan naar Handelsstad laaide in de laatste drie jaren van de negentiende eeuw op. Het werd als een voordeel gezien om onder het toezien van Skanderborg uit te komen. Deze hield toezicht in de economie van de gemeente Silkeborg. En eigen baas zijn over de gemeentekas was de belangrijkste oorzaak dat men uiteindelijk in januari 1899 een verzoek indiende. Vier maanden later kreeg men toestemming, en mocht men zich vanaf de jaarwisseling Handelsstad gaan noemen.

### 1900 - 1959 De industriële revolutie en de oorlogsjaren

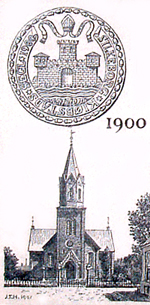
Het wapen van Silkeborg, 1900
De kerk van Silkeborg

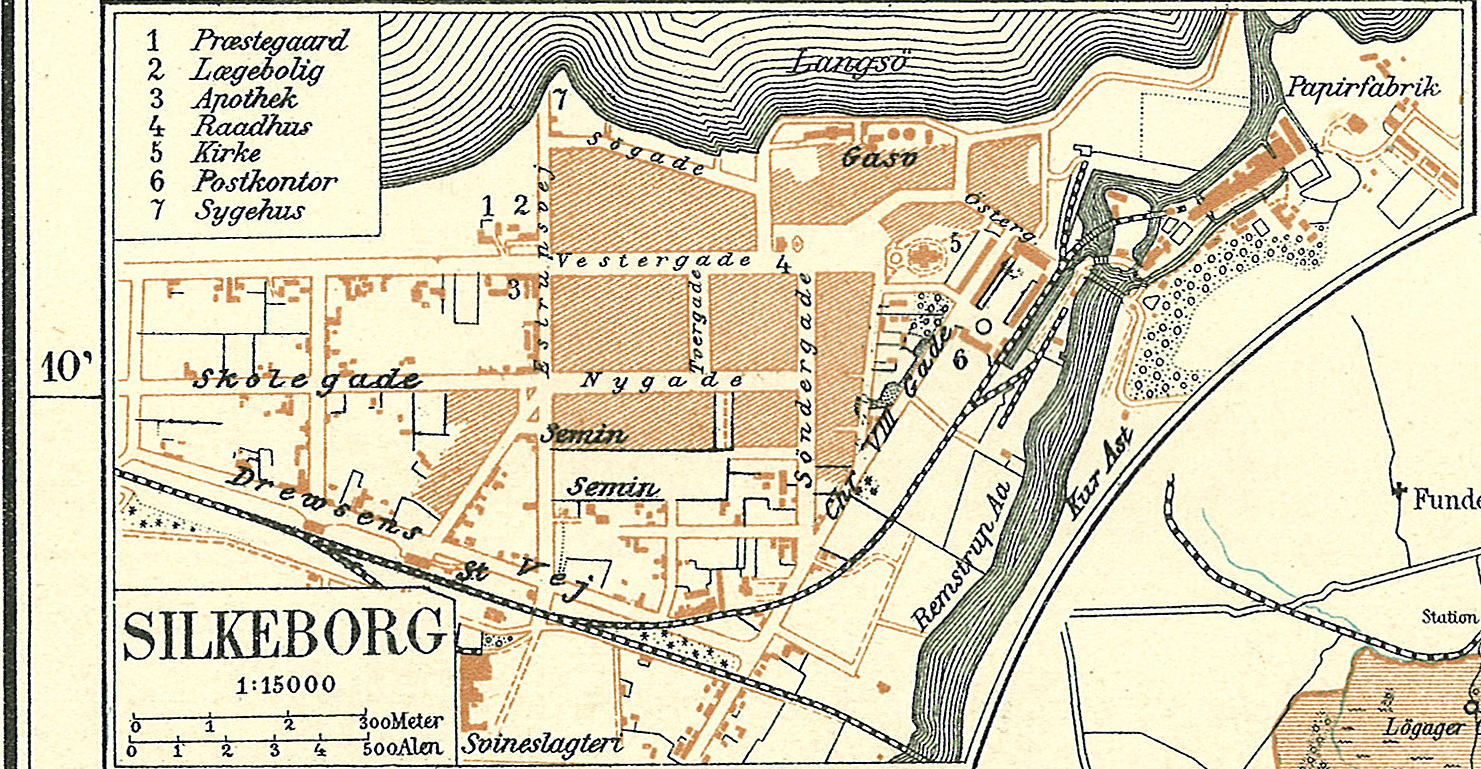
Silkeborg rond 1900

#### 1900-1922 De koopstad breidt uit
Nieuwe eeuw brengt grote veranderingen
Op 1 januari 1900, kreeg Silkeborg de titel "Handelsstad" toebedeeld. Het ziekenhuis en het armenhuis verhuisden naar Aarhusbakken en werden uitgebreid. Ook werden meerdere scholen gebouwd aan de schoolstraat.
Culturele ontwikkeling
Indien men wilde dat de stad zijn status waard zou zijn, moest er begonnen worden met het verzamelen van kunst, literatuur en geschiedkundige dingen. De volksbibliotheek en museum werden opgericht en tevens werden er verscheidene kunsttentoonstellingen gehouden. De volksbibliotheek werd al in 1900 opgericht, maar pas in 1912 werd een lerares aangetrokken als eerste bibliothecaris. De bibliotheek verhuisde menigmaal naar een groter onderkomen, en het bestand van boeken bleef sterk groeien. Ook werd in 1904 het museum geopend. Chr. Hammer, een lokale fabrikant, stond bekend als verzamelaar van alles wat maar "oud" was. Zijn verzameling schonk hij aan het nieuwe museum. Ook het museum moest menigmaal een nieuw onderkomen zoeken. Eerst werden klaslokalen op lokale scholen gebruikt, maar na 1918 kwam de wens om het te verzamelen in één gemeentelijk cultuurcentrum.
Nieuwe tijden op de arbeidsmarkt
De grootste overwinning van de Deense vakbond in deze periode was de uitvoering van het "8-uur-per-dag-principe" in 1918-19. De nieuwe tijden gaf een mogelijkheid tot een geheel andere gezins- en vrijetijdsbesteding in ongekende omvang.
Nieuwe instellingen in deze periode
In deze periode breidden verschillende bedrijven uit en werden er nieuwe bedrijven gestart.
- 1904: "Silkeborg Maskinfabrik" vierde haar 50-jarige bestaan en kon vaststellen dat ze een enorme groei had ondergaan. De lokale krant kon berichten dat er naar vele landen werd geëxporteerd. Hieronder: Australië, België, Brazilië, Duitsland, Engeland, Finland, Frankrijk, Ierland, Noorwegen, Rusland, Schotland, Zweden en Zwitserland. Dat men reeds begonnen was met het exporteren naar landen buiten Europa bleek een juiste beslissing te zijn toen de Eerste Wereldoorlog uitbrak. Hierdoor kon het bedrijf die oorlogsjaren overleven. In 1919 had het bedrijf ca. 250 werknemers in dienst. Hiermee was het samen met "Silkeborg Papierfabrikken" een van de grootste bedrijven van de stad.
- 1904: Hoewel er tot nu toe geen problemen waren geweest met de watervoorziening (Iedereen had tot 1900 wel een eigen of gedeelde bron), voelden de gemeente en het ziekenhuisbestuur dat het tijd werd om een watervoorziening aan te laten leggen. In 1904 en 1905 werd het waterleidingbedrijf net buiten de stad gebouwd. Daarna startte de aanleg van de waterleiding. Water was er genoeg, en het was ook nog van goede kwaliteit. Op 1 januari 1906 hadden 360 van de ca. 600 gebouwen een waterleiding in huis.[11] Ook konden de toilethuisjes vervangen worden door een stadsriolering.
- 1907: Afvalverwerkingsinstallatie
- 1911: Bejaardenhuis
- 1911: Elektriciteitsbedrijf

Na de oorlogsjaren 1914-1918
Hoewel Denemarken en daarmee ook Silkeborg niet bij de Eerste Wereldoorlog betrokken was, merkten de Denen wel de gevolgen ervan. De prijzen stegen scherp en tal van producten werden schaars. Rantsoenering bleek noodzakelijk en dus kwamen de rantsoeneringskaarten; eerst voor suiker en brood, later ook voor andere producten. Ook het elektriciteitsverbruik moest in 1917 worden verminderd. Later dat jaar kwam ook een tijdelijk verbod op alcohol, dat later werd vervangen door "een dramatische stijging van de belasting op sterkedrank". Na de oorlog bleven de prijzen hoog. Om de stijging van huurprijzen tegen te gaan werd een vereniging opgericht die toezicht zou gaan houden op de huiseigenaren.
Hoewel er in het begin van de oorlog geen woningschaarste was, was dit wel het geval aan het eind van de oorlog, en ook na de oorlog bleef dit zo. De gemeente Silkeborg werd vanaf 1918 vastgoedeigenaar op grote schaal. Een geheel nieuwe wijk werd opgericht. De gemeentewoningen waren voor die tijd erg goed en solide. De ruime appartementen waren gemiddeld 40-45m². Ze hadden twee kamers, een keuken, en een WC op de gang. De doucheruimte, wasruimte, en droogkamer (voor het wasgoed) waren beneden in de kelder ondergebracht waar gezamenlijk gebruik van werd gemaakt. De wijk kreeg echter al snel de reputatie van een achterstandswijk.
In 1920 werd het nieuwe cultureel centrum geopend. Het huisde het museum, de bibliotheek, een kunstgalerijen een nieuw zwembad. Ook het belastinghuis werd in 1920 in gebruik genomen. Daar het raadhuis te klein werd voor alle afdelingen, verhuisde de politie naar een nieuw Politiestation in 1921.

#### 1922-1941 De stad bereikt haar grenzen
De Gemeente
Het raadhuis groeide uit zijn voegen. Verschillende afdelingen moesten het met minder ruimte stellen. Bij de bibliotheek werd in 1922 een gemeentelijk kantoor gebouwd. Hier verhuisden de afdelingen voor "gemeentelijk onderhoud", "gemeentelijke bijstand", "het ziekenfonds" en de "dienst voor arbeidsbemiddeling" naartoe. Ook werden enkele zaken afgeschaft. Personeel dat de belasting kwam innen, of het pensioen kwam brengen, werd ontslagen, men moest nu zelf naar de balie komen. Toch was het noodzakelijk om het raadhuis uit te breiden.
Maatregelen tegen werkloosheid
In 1925 werd door een vakbeweging een brief opgesteld, die naar het gemeentebestuur werd gezonden. Het verzoek aan de gemeente betrof het tegengaan van de werkloosheidsproblematiek, waarbij werd opgemerkt dat vooral de alleenstaanden van buitenaf een probleem vormden. De gemeente nam hierop drastische stappen om de stad te beschermen tegen jonge alleenstaanden van buitenaf. "Eigen volk eerst" was het motto in de jaren 20. Er was een woningstop voor alleenstaanden van buitenaf. Gezinnen kregen voorrang. Hiermee wilde men de werkloosheid tegengaan. De werkgevers gingen hierin mee. Men nam alleen nog mensen uit de eigen omgeving aan. Toch kon men de werkloosheid niet verminderen.
De spoorwegen en autodiensten uitgebreid.
Tegen 1940 reden er 25 busdiensten van en naar Silkeborg. Op het grote plein (Torvet) werd een busstation ingericht. De spoorlijn was dé manier van transport in termen van zowel vracht- als personenvervoer. In 1908 werd de Langåroute ingewijd, en deze werd in 1920 uitgebreid met een spoorlijn naar Bramminge. De route Silkeborg - Kjellerup werd in 1924 in gebruik genomen, en de laatste spoorlijn kwam van Bryrup naar Silkeborg in 1929. Silkeborg werd een heus spoorwegknooppunt en het vervoer per spoor bestond grotendeels uit passagiers. De treinverbinding naar de papierfabriek was nog steeds in dienst.
Infrastructuur verbeterd
Door het toenemende verkeer, zag men zich al gauw genoodzaakt om de grote wegen te asfalteren. Ook werden er nieuwe bruggen over de rivier gerealiseerd.
Musea
Naast het eerder genoemde Historisch museum werd er in 1940 een nieuw museum geopend, het Silkeborgs Museum, dat werken van moderne kunstenaars tentoonstelde. Later, in 1982, kreeg dit museum een nieuwe naam, Museum Jorn, Silkeborg, vernoemd naar de bekende Deense kunstschilder, schrijver en filosoof Asger Oluf Jørgensen.

#### 1941-1959 Werkloosheid in Silkeborg
In 1941 werd het grondgebied uitgebreid. Verschillende kleine dorpjes rond Silkeborg werden ingelijfd in de Gemeente Silkeborg. Hiermee verdubbelde het grondgebied en steeg het aantal inwoners met ruim 4000 naar ca. 18.650 inwoners. Dit was vier jaar later met 12,4% gestegen naar 20.955 inwoners. De arbeidsmarkt had niet te klagen, en dat lokte velen om naar de stad te verhuizen. In 1950 was het aantal inwoners reeds gestegen naar 23.372 wat ook een toename is van 12,4%. In 1960 was de groei gestagneerd, en bedroeg het aantal inwoners 24.465 wat slechts een toename is van 4,7%.
Tijdens de oorlog
Denemarken was tijdens de Tweede Wereldoorlog een modelstaat van de Duitsers, en leed daarom niet zoveel onder de restricties als andere bezette landen. In Silkeborg ging het leven dus ook door. Hygge, was ook in deze donkere periode niet verdwenen. Men ging nog steeds naar de bioscoop, het danscafé en op sport. Echter vond dit alles plaats wanneer het nog licht was.
Toch was er ook in Silkeborg een groot gebrek aan noodzakelijkheden. Schoenen en kleding bijvoorbeeld moest meerdere malen gerepareerd worden, en in 1943 werd daarvoor zelfs een kledingreparatiecenter opgezet. Ook was er gebrek aan voedsel, zeker voor de nieuwelingen die in de stad kwamen wonen, de vaste klanten kregen altijd voorrang. Vaak zocht men bij de boerenbevolking in de omgeving om voedsel.
Arbeidsmarkt en woningbouw
Tijdens de oorlog besloot de stadsraad een nieuwe ringweg, een scholencomplex, een nieuwe kerk, een industrieterrein en een nieuwbouwwijk te realiseren.
Huizenblokken van 3 tot 4 etages met tweekamerappartementen van 69 m² en 88 m² werden gebouwd en kwamen te huur bij nieuwe woningbouwcorporaties. Toch kon men de groei van de bevolking niet bijhouden. Ook de Duitse inbeslagname maakte het moeilijk om een woning te vinden.
De bouwbedrijven hadden het druk en hadden altijd tekort aan werkvolk. Velen trokken van het land naar de stad om werk én een woning te zoeken.
Verzet tegen de Duitse bezetter
De regering had bij het begin van de bezetting het volk opgedragen geen verzet te plegen, maar passief de koude schouder te geven. Dat werd ook door de bevolking toegepast. Toch waren er enkelen die openlijk hun verachting voor de Duitse bezetter uitten. Kaj Munk bijvoorbeeld, de predikant van Vedersø en een bekend dichter, nam geen blad voor de mond.
Toch was het pas in de zomer van 1942 dat het communistische verzet de eerste sabotage pleegde. De Duitsers gingen daarop op op wraaktocht en executeerden willekeurig civiele personen. Toen in 1943 de regering terugtrad, was het snel gedaan met de gehoorzaamheid van de lokale bevolking. Directe tegenstand was het gevolg. In augustus 1943 werd er landelijk gestaakt ondanks het verbod daarop dat door de Duitsers was opgelegd. Op 5 januari 1944 werd Kaj Munk nabij Silkeborg standrechtelijk geëxecuteerd. Op 6 januari trok de begrafenisstoet op weg naar Vedersø door de stad. Het liep uit op een grote demonstratie waarin duizenden Silkeborgers hun onvrede uitten over de bezetting. In september 1944 werd de politie van Silkeborg opgepakt en werd de stemming grimmiger. Het verzet pleegde nu regelmatig sabotage-activiteiten. Zo werd in februari 1945 in Silkeborg een aanslag gepleegd op een door de Duitse bezette fabriek. Dat werd door de Duitsers meteen beantwoord met executies en het opblazen van de fabriek van de arbeiderspartij op het Grote Plein.
Na de bevrijding, werkloosheid
Toen Silkeborg eindelijk bevrijd was, ontstonden er nieuwe problemen. Vrij snel steeg de werkloosheid tot ongeveer 40% van de bevolking (voor zover die lid was van een vakvereniging). Veelal de arbeiders zonder opleiding hadden de grootste moeite om werk te vinden. Enkele bedrijven zoals DAB-Silkeborg zorgden nog voor wat werkgelegenheid. Maar de werkloosheidscijfers bleven stijgen. Tussen 1950 en 1955 had Silkeborg de twijfelachtige eer om het grootste aantal werklozen in haar stad te hebben, van heel het land. In 1953/54 begon men met omscholing, om de werklozen andere mogelijkheden te geven. De gemeente bleef zoeken naar nieuwe projecten en bedrijven. Ook probeerde zij bedrijven over te halen om nieuwe (en grotere) bedrijven te bouwen op de nieuwe industrieterreinen. Dat leverde wel nieuwe banen op, maar kon de werkloosheid niet wegwerken.

### 1960 - 1999 De stad breidt uit

#### 1960-1974 Een moderne stad in nieuwe tijden

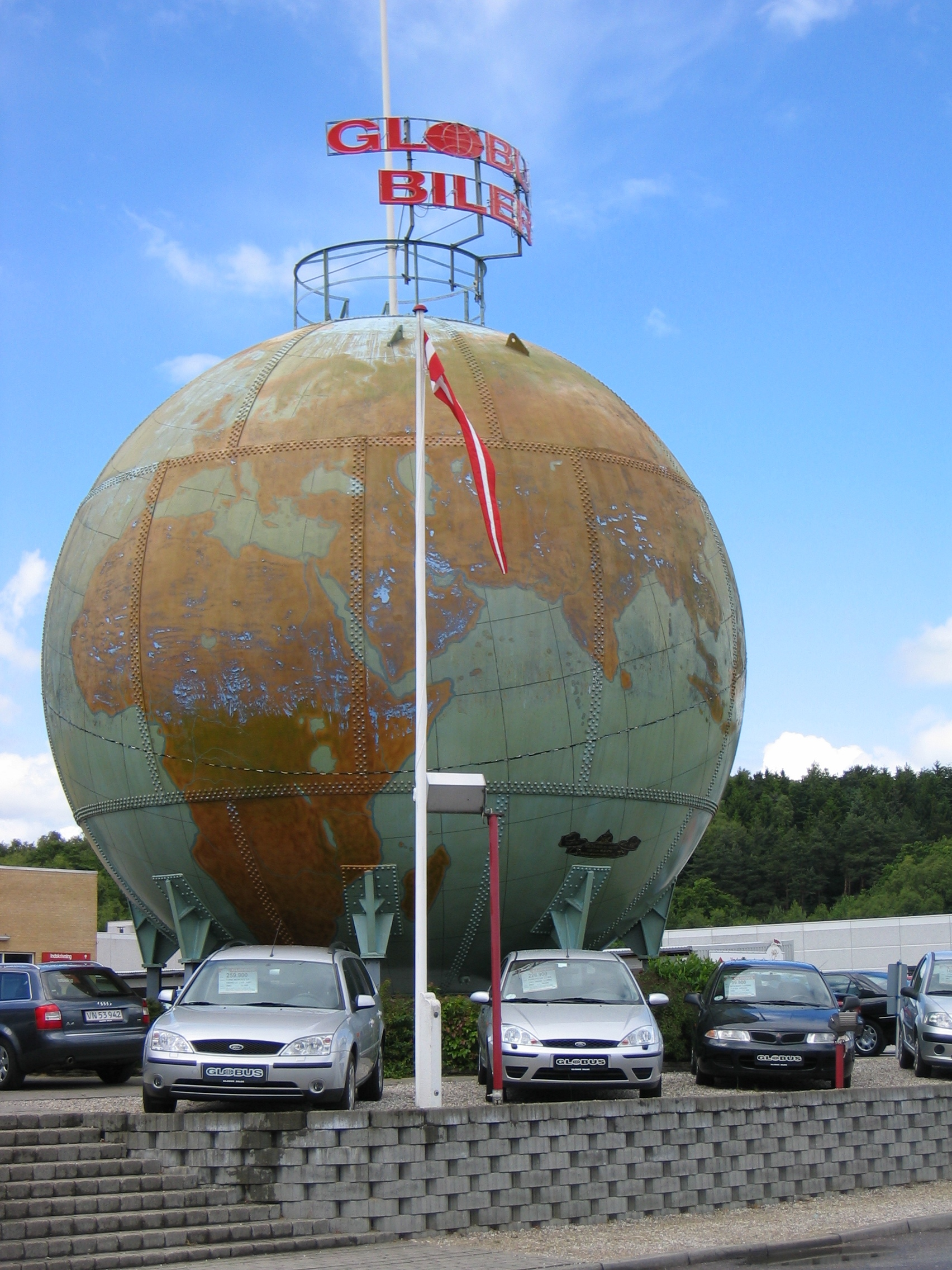
Globus Biler in Silkeborg, de grootste wereldbol in de wereld.

Een van de projecten die eindelijk in zijn geheel opgeleverd was, en op 9 december 1960 officieel geopend kon worden was de ringweg om de stad. Dit luidde tevens de nieuwe periode in van een moderne stad in groei en voorspoed.
De ringweg was 10,5 km lang en telde vier bruggen. Het was daarmee de langste ringweg van Denemarken. De toename van de personenwagens en het vrachtvervoer op het Deense wegennet groeide sterk en de ringweg was daarom een verlichting van het verkeer in de binnenstad. Binnen de ringweg werd het meeste vrachtverkeer geweerd, aangezien de straten hierop niet berekend waren. Sommige delen van het centrum werden vanaf 1972 autovrij, met venstertijden voor leveranciers in de morgenuren. De winkels kregen een markies waardoor in de winkelstraten een gezellige sfeer werd gecreëerd, ook als het slecht weer was.
In 1956 kon Silkeborg Gasværket zijn honderdjarig bestaan vieren. Twaalf jaar later werd de fabriek gesloten. De Globus werd verplaatst naar het industrieterrein, waar dit het kenmerk werd van Globus Biler ((nl)  Globe Auto's).
In 1967 fuseerde Silkeborg Bank met vier andere banken en vormden vanaf toen de Jyske Bank, die heden ten dage een van de grootste banken van Denemarken is.

#### 1975-1995 Crisis en verandering
Vanaf 1974 begon de economische crisis wederom zichtbaar te worden. De werkloosheidscijfers stegen snel en ook de bouwsector stagneerde. Het aantal inwoners naar de stad steeg langzaam. In 1979 koos Danfoss ervoor haar fabriek in Silkeborg te openen, wat de druk op de werkloosheid wat verlichtte.
Vanaf 1976 veranderde het beeld van de arbeidsmarkt beduidend. Silkeborg was voordien een industriële stad geweest, maar bestond in 1991 44,5% uit administratieve instellingen en slechts 22,4% verrichtte productiewerkzaamheden.
Ook het stadsbeeld veranderde. Veel fabrieken en kleinhandel sloten hun deuren, waarna veel van die gebouwen vervolgens werden afgebroken. Nieuwe bedrijven namen hun intrek in nieuwe kantoorpanden.
Scholen en inwoners verhuisden vanuit de binnenstad naar omliggende wijken. Tussen 1966 en 1976 was het aantal inwoners uit de binnenstad van 4514 naar 2728 geslonken.
De handel in zowel nieuwe als gebruikte auto's groeide eveneens snel. De ene onderneming na de andere opende een garage en showroom en al vrij snel waren alle grote merken vertegenwoordigd op één grote locatie. Hoewel er in het begin protesten waren geweest vanwege de concurrentie, bleek het juist in hun voordeel te spelen. Silkeborg kwam wijd en zijd in Jutland bekend te staan als Bilernes By (Stad van de auto's).
Ook een nieuw fenomeen deed zijn intrede. Døgnkiosken (Letterlijk: etmaalwinkel) nam het straatbeeld over van de lokale koopman. Zij concurreerden met de grote supermarkten in de stad door tot 22:00 uur open te blijven. Ook kon men er videofilms huren of een lottokaart kopen. Daarnaast moest de lokale houthandel wijken voor de grote bouwcentra.
Ook het uitgaansleven veranderde. Met de komst van de televisie kregen de bioscopen het steeds moeilijker. Enkelen probeerden nog wel een filmzaal te openen, maar die sloten al vrij snel weer hun deuren. De jongeren konden vanaf 1977 hun tijd in Boudisque doorbrengen, de eerste discotheek van de stad. Restaurants, zowel Deense als buitenlandse, vestigden zich midden in de stad, en snackbars en pølsevogne werden deel van uitgaanscentrum.
Het Silkeborgmuseum is sinds 1951 gevestigd in Silkeborg Hovedgård. Het museum is vooral bekend omdat hier het oudste veenlijk ter wereld, de in 1950 ontdekte Man van Tollund, wordt bewaard. In 1991 werd een nieuw gebouw geopend waarin een permanente tentoonstelling is over de ijzertijd, de periode waarin de Man van Tollund leefde.

### 1995 - heden
In 1996 bestond Silkeborg 150 jaar, dit werd met vele festiviteiten gevierd. In 1999 werd de honderdste regatta gehouden. De regatta van Silkeborg is ook bekend vanwege het vuurwerkevenement dat iedere avond tijdens de regatta wordt gehouden.
De 31e mei 2000 sloot de fabriek waar het allemaal mee begonnen was haar deuren. De papierfabriek was niet meer rendabel. In 2004 werd in de voormalige papierfabriek een papiermuseum geopend.
In 2007, toen de landelijke gemeente herstructurering van kracht werd, werd Gemeente Silkeborg gelijk aan wat vroeger de provincie Silkeborg was. Het omvat sindsdien de oude gemeenten Silkeborg, Gjern, Kjellerup en Them.

## Statistieken
Inwonertal van Silkeborg
- Blauw: voor de gemeentelijke herindeling en inlijving van Alderslyst, Søholt en Lysbro
- Groen: Na de gemeentelijke herindeling en inlijving van Alderslyst, Søholt en Lysbro

## Burgemeesters
| Naam                | Vanaf          | Tot              | Partij                    |
| ------------------- | -------------- | ---------------- | ------------------------- |
| Jens Erik Jørgensen | 1 januari 2007 | 31 december 2009 | Conservatieve Volkspartij |
| Hanne Bæk Olsen     | 1 januari 2010 |                  | Sociaaldemocratie         |

## Sport
Silkeborg IF is de betaaldvoetbalclub van Silkeborg en speelt haar wedstrijden in het JYSK Park. Silkeborg IF werd in 1994 landskampioen van Denemarken.

## Bekende personen uit Silkeborg

### Geboren
- Brian Skaarup (1963), voetballer
- Jesper Skibby (1964), wielrenner
- Thomas Bjørn (1971), golfer
- Marie Overbye (1979), triatlete
- Lars Ytting Bak (1980), wielrenner
- Patrick Kristensen (1987), voetballer
- Morten Krogh (1988), voetbalscheidsrechter
- Martin Jensen (1991), DJ
- Kasper Dolberg (1997), voetballer
- Maja Bay Østergaard (1998), voetbalster
- Sebastian Kolze Changizi (2000), wielrenner
- Sofie Vendelbo (2000), voetbalster
- Mikkel Haarup (2001), motorcrosser

## Bekend uit Silkeborg

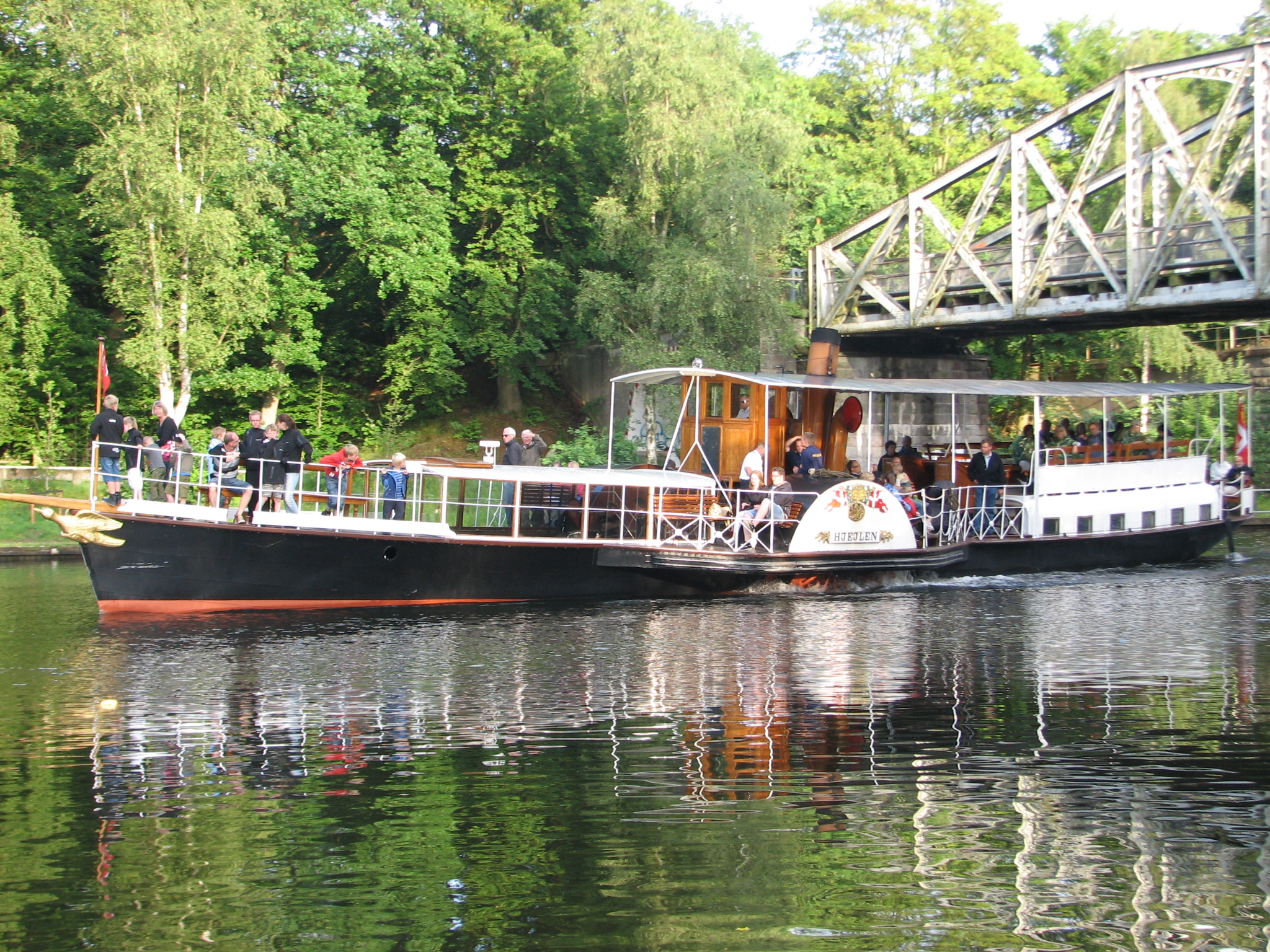
Hjejlen viert in 2011 haar 150-jarig bestaan

- Gudenåen is 158 km lang en daarmee de langste rivier van Denemarken.
- Stoomboot Hjejlen uit 1861 viert in 2011 haar 150-jarige bestaan. Het is tevens het oudste stoomschip ter wereld dat nog steeds in gebruik is.[22]
- Himmelbjerget
- Man van Tollund, een in 1950 bij Silkeborg gevonden veenlijk.[23]
- Museum Silkeborg
- Museum Jorn, Silkeborg
- De Papierfabriek
- River Boat Jazz Festival, ieder jaar in juni.
- Alphabeat, Internationale band, bekend van hun hit Fascination

- Bibliothèque nationale de France: cb13180725p (data)
- Gemeinsame Normdatei: 4362987-8
- Library of Congress Control Number: n79104319
- MusicBrainz: 1ea5922f-0fc3-4583-88cf-c97917703d27
- Nationale Bibliotheek van Tsjechië: ge307156
- Nationale Bibliotheek van Israël: 987007550327205171
- Virtual International Authority File: 155478124
- WorldCat: E39PBJdmhBXp8Pj4RBmBq9Vgrq